# چوپان‌سرای (دینار)
چوپان‌سرای (به ترکی استانبولی: Çobansaray) یک منطقهٔ مسکونی در ترکیه است که در دینار (شهر) واقع شده‌است.